# Анрі Соге
Анрі Соге (фр. Henri Sauguet, справжнє ім'я П'єр-Анрі Пупар, фр. Pierre-Henri Poupard; 18 травня 1901, Бордо — 22 червня 1989, Париж) — французький композитор і диригент, член Французької академії, вищий офіцер ордена «За заслуги» і командор ордену Почесного легіону.
Анрі Соге починав як найбільш активний і відомий учасник так званої «Аркейської школи» (фр. l'École d'Arcueil), вірний учень і послідовник «аркейського метра» Еріка Саті. Навіть у найрадикальніші авангардні часи Анрі Соге зумів зберегти простий і ясний стиль своєї музики, виразність мелодій і вірність первісній естетиці французької «Шістки».
Завдяки акуратному і педантичному характеру Анрі Соге в 1950-ті роки до широкої публіки дійшли багато невідомих рукописів і музичні відкриття Еріка Саті, — через тридцять-сорок років після його смерті, — зокрема «Музика меблів» і ранні експериментальні твори.

## Біографія Анрі Пупара
П'єр-Анрі Пупар народився в місті Бордо, в сім'ї службовця. Двадцять років по тому йому довелося взяти прізвище своєї матері — Соге — щоб позбавити свого добропорядного батька ганьби мати сина «мало того, що музиканта, так ще й „модерніста“». Вже у п'ятирічному віці Анрі Пупар проявив настільки серйозні здібності і пристрасть до музики, що спершу з ним почала займатися його мати, котра вільно грала на фортепіано, а пізніше, не зважаючи на матеріальну обмеженість, батьки найняли вчительку музики. У віці дев'яти років Анрі Пупар прислужував кюре в церкві і так сильно захопився органом, що практично самоучкою (взявши лише три-чотири уроки у місцевого органіста) опанував цей найскладніший інструмент. У п'ятнадцять років Пупар вже самостійно грав під час служби в якійсь сільській церкві поблизу Бордо, своїм заробітком роблячи внесок в невеликий сімейний бюджет.
Зрештою грошові труднощі змусили Анрі Пупара кинути навчання і замість ліцею спочатку вступити розсильним в адвокатську контору, а потім підробляти підсобним робітником у торговця вином. Однак кожну вільну хвилину він присвячував заняттям музикою і самоосвіті. Він все сильніше захоплювався читанням літератури, найбільше — латинської та класичної поезії, а випадково почута прелюдія Дебюссі справила на нього настільки сильне враження, що одразу перетворила на захопленого шанувальника цього новаторського композитора. Як пізніше він не раз зізнавався: «Дебюссі став його відправною точкою в музику». Анрі Пупар загорівся мрією самому складати «так само красиво» і з новими силами деякий час знову взявся брати уроки музичної грамоти у місцевого органіста Ламбера Мушага. Парадоксальним чином сталося так, що Анрі Пупар встиг захопитися напрямком імпресіонізму в музиці значно раніше, ніж познайомився і полюбив традиційну музичну спадщину композиторів XVIII і XIX століть.
Першим твором Анрі Пупара стала Сюїта для органа, за якою незабаром пішли й фортепіанні мініатюри. Одну п'єс Пупара знайома родини за нагоди показала відомому композитору і збирачеві народних пісень Жозефу Кантелубу (фр. Joseph Canteloube). Кантелуб був високо освіченим академічним музикантом, учнем Венсана д'Енді найперших років існування Schola Cantorum. Переглянувши п'єси композитора-початківця, Жозеф Кантелуб щиро зацікавився його творчістю. Мати Анрі Пупара зважилася вирушити в Монтобан, невелике провінційне містечко, де того року жив Жозеф Кантелуб, щоб особисто представити свого сина цьому «справжньому» професійному композиторові. Кантелуб запропонував Анрі Пупару серйозно займатися музикою і зголосився особисто викладати йому всі необхідні дисципліни. На цілий рік Анрі оселився в Монтобані, а щоб хоч якось зводити кінці з кінцями, за рекомендацією Кантелуба він поступив на роботу писарем в префектуру. Весь вільний час він присвячував заняттям музикою — контрапункту, фузі і вільному письму. Одночасно Кантелуб намагався розширювати кругозір Анрі Пупара, знайомити з музикою різних провінцій Франції, насамперед — його рідної Оверні, збиранню і публікації фольклору, чому сам присвятив не один десяток років. Завдяки Кантелубу за рік навчання Пупар познайомився з музикою інших сучасних французьких композиторів, окрім Дебюссі. Особливо його захопила творчість Деода де Северака — оригінального музиканта з Лангедока, співака природи, котрий прекрасно зображав музичними засобами мелодії співочих птахів.
Однак ще більш живо Анрі Пупара цікавили новітні віяння з Парижа. Його зачарованість творчістю Дебюссі випарувалася майже миттєво після того, як Анрі Пупар зазнав нового потрясіння від маніфесту групи молодих музикантів, репутація яких утвердилася буквально в одну мить. В журналі «Comædia» він із захопленням прочитав статтю Анрі Колле про «Шістку», а потім зачитав до дірок памфлет Жана Кокто «Півень і Арлекін». Його мрією стає якомога швидше поїхати в Париж і зустрітися там з молодими підбурювачами. Залишивши монтобанську префектуру і навчання у Кантелуба, Анрі Пупар повернувся в Бордо і одразу ж спробував сколотити там свою групу молоді «Трійку з Бордо». У масштабах провінційного Бордо «Трійка» за задумом Анрі Пупара повинна була зайняти місце якогось авангарду, «порушників спокою» і сміливих «борців за нове мистецтво».

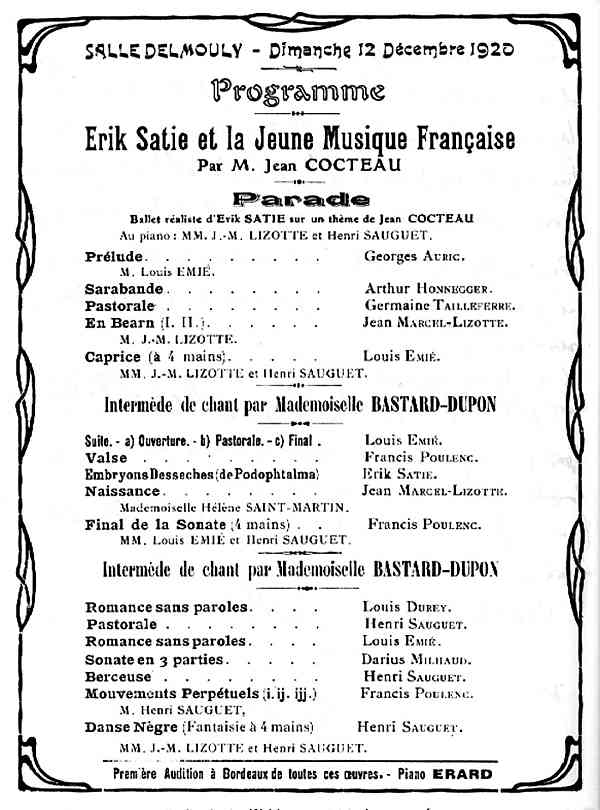
Афіша концерту 12 грудня 1920 року в Бордо

З двома своїми товаришами невідомого музичного напрямку, Луї Ем'є (фр. Louis Emié, пізніше відомий письменник) і Жан-Марселем Лізотто (фр. Jean-Marcel Lizotte) 12 грудня 1920 року Анрі Пупар організував в своєму рідному місті перший «спільний концерт» з творів «Шістки» і «Трійки», «які представляв Жан Кокто» … Проте це була чистісінька містифікація, Анрі Пупар видавав бажане за дійсне. Зрозуміло, ні «Шістка», ні Жан Кокто навіть і не підозрювали про те, що вони виступають 12 грудня 1920 року в місті Бордо разом із знаменитою «Трійкою» Анрі Пупара. Зібравши переповнений зал публіки, яка прийшла на столичних знаменитостей, але побачила тільки трьох місцевих молодих людей, необхідно було якось викручуватися з власної афери. І тоді Анрі Пупар вийшов на сцену і урочисто зачитав телеграму нібито від Кокто, почасти навіть віршовану, де той просив вибачення за свою несподівану відсутність на концерті.
Зрозуміло, що ніякої телеграми Кокто також не посилав, і вона була від початку до кінця написана «Трійкою з Бордо» (найвідоміший твір цієї групи композиторів). Але своє захоплено-шанобливе ставлення до Жана Кокто Соге зберіг до кінця своїх днів:
|                                                                 | ... Між музикою і Жаном Кокто був органічний довірчий зв'язок ... Він був весь в музиці фізично ... Для розмови про музику і музикантів він умів знаходити ідеально підходящі слова, точні вирази, повністю уникаючи при цьому спеціальної музичної термінології ... |
| — Sauguet H., «Jean Cocteau et la Musique», Cahiers-7, p.83-84. | |

На пам'ятному концерті 12 грудня 1920 року, крім творів «Шістки» і «Трійки», Анрі Пупар власноруч виконав також три фортепіанні п'єси з циклу «Засушені ембріони» (фр. Embryons desséchés) Еріка Саті. Саме цей невеликий твір поставив подвійну межу в біографії Анрі Пупара. Його батько, дізнавшись, що син докотився до публічного виконання настільки «малоприйнятних і негожих творів», категорично зажадав, щоб його добре ім'я більше ніколи не з'являлося в сусідстві з усякими ембріонами, до того ж — засушеними. З цього дня слухняний син Анрі взяв собі прізвище своєї матері, Соге. Вона (на відміну від Пупара-батька) — проти ембріонів не заперечувала.

## Біографія Анрі Соге

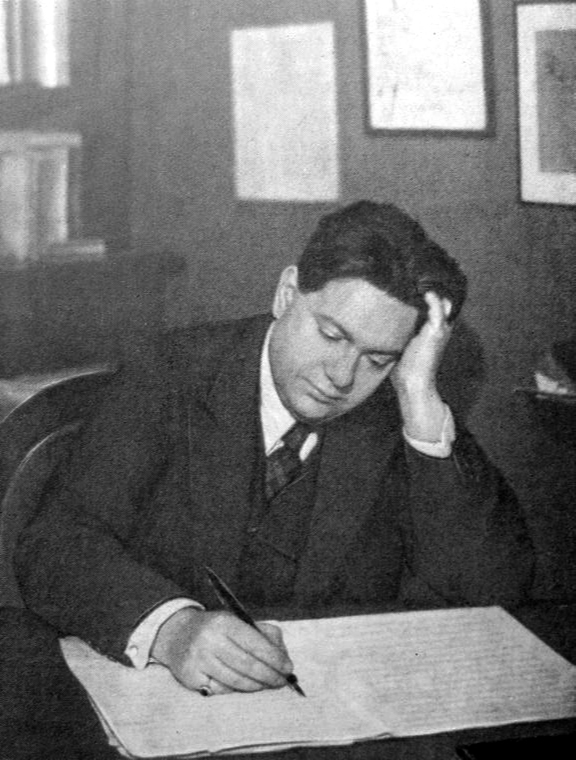
Даріус Мійо, 1926 рік

На початку 1921 року Анрі Соге нарешті зважився послати в Париж одному з «Шістки», Даріусу Мійо, лист і рукопис одного свого романсу. Вибір Соге виявився досить точним. Мійо з усієї «Шістки» був найбільш чуйним, доброзичливим і охочіше за інших відгукувався на прохання молодих музикантів. Він запросив провінціала з Бордо приїхати в Париж на виконання «Місячного П'єро» Шенберґа (під своїм управлінням) і прем'єру першої і єдиної спільної вистави «Шістки» — «Наречені на Ейфелевій вежі». Крім того, Мійо обіцяв познайомити його з усіма тими, хто «мав брати участь, але чомусь не приїхав» на нещодавній концерт «Трійки» в Бордо. Насилу зібравши необхідну суму грошей для короткої поїздки, Соге вперше приїхав в Париж, де Мійо люб'язно ввів його в коло своїх друзів і познайомив з усіма новітніми подіями артистичного життя. У перший приїзд Соге встиг побувати в «Театрі Єлисейських полів», знаменитому шинку «Бик на даху», познайомився з самим Жаном Кокто і почув «Місячного П'єро» (до якого, втім, залишився зовсім байдужим). Також Анрі Соге вирішив зовсім переїхати в Париж. Батьки не заперечували проти його від'їзду, але допомогти грошима не могли.
У 1922 році Анрі Соге переїхав до Парижа і за допомоги нових знайомих влаштуватися на роботу, яка дозволила йому якось існувати в столиці. Протягом декількох років він відверто бідував, й перебивався заробітками прикажчика трикотажного відділу торгового дому «Парі-Франс», агента з продажу масла і жирів, секретаря музею Ґіме тощо. Одночасно (за рекомендацією того ж Даріуса Мійо) він звернувся до відомого композитора, педагога і професіонала своєї справи, Шарля Кьоклена з проханням допомогти у продовженні музичної освіти. Кьоклен погодився вчити молодого музиканта поліфонії і вільному письму абсолютно безкоштовно. Заняття з цим майстром завершили оволодіння Соге композиторською технікою і остаточно зміцнили в його схильності до простої мелодії, прозорої поліфонії і ясної оркестровки, яку він зберігав у своїй творчості.
Дуже скоро після приїзду в Париж Даріус Мійо познайомив Анрі Соге також і з Еріком Саті, який зіграв у його житті дуже велику роль: не тільки як композитор, але і старший друг, котрий повною мірою сам випробував і бідність, і самотність, і невизнання серед професіоналів. Дізнавшись про «трагічну історію», що трапилася з Анрі Соге через виконання власних «Засушених ембріонів», Саті майже одразу береться допомогти юному провінціалу і своїми зв'язками, і концертами, і особистою дружньою підтримкою.
|                                                  | За все життя мені самому занадто гостро не вистачило допомоги, батьківської руки, або дружньої підтримки. І я щоразу намагався відшкодувати це — але вже для інших … Тим більше цей Соге, хронічно безглуздий, якого батько вигнав з дому за виконання моєї музики …, явне теля, та ще й зі схожим на щось прізвищем … Дивлячись на нього, хотілося чи то плакати, чи то грубо реготати …, але я вирішив просто допомогти. Ні композитор, ні музикант, ні людина …, просто дитина, майже ідіот, один посеред Парижа. Він був такий …, якщо Саті йому не допоможе, то йому вже нічого не допоможе … |
| — Ерік Саті, Юрій Ханон. «Спогади заднім числом» | |

Таким чином вже наприкінці 1922 року майже здійснилася недавня мрія жителя Бордо, Анрі Пупара-Соге. І справді, на противагу колишній «Шістці» Ерік Саті (що показово, за ініціативи одного з учасників «Шістки», Даріуса Мійо) створює нову композиторську групу, до якої увійшли майбутній відомий диригент Роже Дезормьєр (фр. Roger Désormière), майбутній чернець і органіст Максим-Бенжамен Жакоб (фр. Maxime-Benjamin Jacob), маловідомий композитор Анрі Кліке-Плейєль (фр. Henri Cliquet-Pleyel) і Жак Бенуа-Мешен (фр. Jacques Benoist-Méchin), котрий невдовзі залишив групу.
| | Ми відкрили їх удвох: Даріус Мійо і я. Сьогодні ми представляємо їх запросто, без зайвих слів, і щасливі, що можемо це зробити … Вони, в певному розумінні, послідовники естетики групи «Шести» (тільки половини з них, не треба змішувати). Назва «Аркейська школа» прийшла до них від Того, кого вони вирішили обрати своїм «фетишем» — свого старого друга, що живе в цьому передмісті. Забавна думка! Цей «фетиш» вже неабияк послужив: адже і «Шістка» теж подібним чином використовувала його кількома роками раніше … Всі вони учні Шарля Кьоклена. Це він викладав їм хитрість музичного ремесла і навчав пастися на зелених і соковитих звукових галявинах … |
| — Ерік Саті, «Декілька Молодих Музикантів», промова 14 червня 1923 року в Коллеж де Франс, на сьомому сеансі Авангарду | |

На чолі «П'ятірки», котра поступово перетворилася на «Четвірку» і «Трійку», як координатор стає, звичайно, сам Анрі Соге. Оскільки Еріка Саті в той час глузливо називали «Аркейським метром» (фр. le Maître d 'Arcueil), Соге запропонував назвати цю нову групу «Аркейською школою» (фр. École d'Arcueil), створивши таким чином з іронічної словесної формули якусь нову етичну та естетичну модель творчості, прототипом якої був сам Ерік Саті. Штаб-квартира «Аркейської школи» знаходилася спочатку на «11, рю д'Орсель», через рік — «56, рю де Пассі», коротше, щоразу в тому місці, де Анрі Соге вдавалося зняти кімнату дешевше. Публічне представлення нової групи «порушників спокою» Ерік Саті здійснив особисто, в червні 1923 року.
Незважаючи на випадковий збіг обставин, що спричинив сенсацію французької «Шістки», ця група стала досить помітним явищем в історії нової французької музики. Перш за все це пояснювалося яскравим талантом більшості учасників групи. Найкращі твори композиторів «Шістки», створені протягом чотирьох десятиліть, витримали випробування часом і увійшли до золотого фонду французької музики. При цьому формування художніх нахилів і перші успіхи майже всіх учасників групи відбувалися під прямим впливом і особистим прикладом Еріка Саті. Приблизно те саме можна сказати і про «Аркейську школу», названу на честь робітничого передмістя Парижа, де Саті прожив останні 25 років свого життя. Зрозуміло, ні про яку «школу» в строгому сенсі слова не могло бути й мови. І першою причиною того був насамперед сам «аркейський учитель». Саті, котрий органічно не виносив жодних бронзових авторитетів у мистецтві і житті, навіть і не подумував про керівництво або виховання нових музичних рекрутів. Замість звичних настанов, він говорив їм так:
|  | Шукайте завжди самі. Пробуйте і пробуйте ще раз. Робіть все не так, як я, а навпаки, а потім — ще раз навпаки. І головне: ніколи нікого не слухайтеся! |

І якщо французька «Шістка» дала як мінімум трьох композиторів першої величини, то з «Аркейської школи» за великим рахунком вийшов тільки один великий композитор: Анрі Соге. З чотирьох соратників по школі особливо близьким йому був Роже Дезорм'єр, який заразив Соге своїм захопленням французькою музикою XVII—XVIII століть, в першу чергу Люллі і Рамо. Це невдовзі проявилося в складеній Соге Сюїті танців для фортепіано під загальною назвою «Франсези» (за аналогією з полонезами або алемандами). Творчість останніх двох років життя Еріка Саті, який раптово повернувся до мелодійної милозвучної музики «а-ля Гуно», також зіграла велику роль у формуванні музичної мови Соге, що залишився осторонь від усілякого жорсткого авангарду і формальних експериментів, характерних для музики XX століття. Можна тільки констатувати, що не Саті періоду «Гімнопедій» або балету «Парад» став творчим орієнтиром для Анрі Соге (як це було у випадку «Шістки»), а насамперед Саті часу їх особистого знайомства, 1923—1924 років, коли були написані його останні неокласичні і неоромантичні партитури «Пригоди Меркурія» і «Вистава відміняється». Саме до цього часу належать слова Анрі Соге, котрі на довгі роки стали своєрідним маніфестом його творчого обличчя:
|                                                             | Бути сучасним — зовсім не означає імітувати в музиці усілякий механізм і машинізм нашої промисловості … Ця чисто «зовнішня» сторона нашої цивілізації зовсім не годиться для музики. Музика повинна прагнути виразити сутність сучасної людини «зсередини» і при цьому простими, скупими і скромними засобами, як це завжди було властиве французькому мистецтву. |
| — Анрі Соге, інтерв'ю журналу «Comædia», листопад 1924 року | |

Скромним дебютом Анрі Соге в Парижі став організований Саті колективний концерт «Аркейської школи» 25 жовтня 1923 року, де був виконаний його «Ноктюрн» і «Танець матросів». Незважаючи на велику швидкість оволодіння композиторським ремеслом, яким будуть відзначені навіть перші твори Соге, критики «праворуч» ще довго будуть дорікати йому в провінційному дилетантизмі і нестачі техніки, а критики «зліва» — в старомодності смаку і нерішучості музичної мови. Тим часом, вже в перших творах Соге були помітні ті ж стилістичні нахили, які в 30-ті роки були притаманні і багатьом іншим його сучасникам, котрі не пройшли повз досвід Саті, таким як Пуленк, Тайфер або Ібер. Причому саме з Пуленком довгі роки Анрі Соге був особливо дружний і близький в творчому відношенні, а також був пов'язаний з ним відносинами особистої симпатії. Через тридцять років сам Пуленк недвозначно говорив про це в книзі своїх спогадів:
|                                    | … Без будь-якого сумніву, для мене і для багатьох інших композиторів Саті відкрив зовсім новий шлях. Зрозуміло, я не кажу, що всі музиканти мого покоління перебували під впливом Саті …, але Орік, Мійо, Соге і я не можемо не визнати Саті своїм вождем. |
| — Франсіс Пуленк, «Мої друзі і я». | |

Зі свого боку і Анрі Соге ставився до Франсіса Пуленка як до старшого брата по творчості, а часом навіть оцінював його музику — майже як свою власну, настільки їх стилістика була близька і споріднена. Після смерті Пуленка Соге очолив «Асоціацію друзів Пуленка», брав активну участь у її роботі і багато зробив для публікації його спадщини.
|                                                                                | Франсіс Пуленк надзвичайно уважно стежив за виконанням своїх творів; з того, що тут написано, видно, як багато турбот і тривог коштувала йому музика при всій простоті. Її творець належав до тієї породи людей, які не прагнуть ховати свою думку в надмірно пишну оболонку і вдаватися до зовні складних прийомів письма. Простота письма у нього — швидше суворе виконання задуму, ніж вираження безпосередності. Саме це надає особливої цінності деяким відвертим, показовим для їх автора сторінкам… |
| — Анрі Соге, травень 1964 року, "Передмова до «Щоденника моїх пісень» Пуленка. | |

Але не тільки творчий вплив «Аркейського метра» сформував композитора Анрі Соге таким, яким він став відомий. У перші два роки знайомства Ерік Саті зі свого боку зробив дуже багато, щоб допомогти молодому композитору. У 1923—1924 роках він більш ніж наполегливо рекомендував Анрі Соге майже всім головним дійовим особам артистичного Парижа: Дягілєву, великому меценату графу де Бомон і директору Шведського балету Рольфу де Маре.
|                                                        | Протягом декількох днів Дягілєв & я чимало говорили про «Аркейську Школу» — & про Вас особливо. Чи не будете Ви ласкаві прийти завтра, в п'ятницю, (не спізнитися і жодного разу не перечіпитися) до 18 год. ½ до «Готелю Континенталь», 3 рю Кастільон, де Дягілєв бажав би Вас побачити. Я Вас йому сам представлю. А після, якщо Ви вільні, ми можемо разом пообідати — удвох. |
| — Ерік Саті, лист Анрі Соге, Аркей, 19 липня 1923 року | |

При тому у Саті виникли серйозні труднощі з тим, щоб переконати Дягілєва оцінити музику молодого композитора, котрий й без того виглядав безглуздо. Минуло ще три роки, перш ніж той замовив йому перший балет. І по суті — ще більше двох десятків років після смерті «аркейського метра» всі найважливіші публічні успіхи Анрі Соге були пов'язані з «спадщиною» Еріка Саті. До кінця своїх днів Соге був вдячний своєму вчителю, який ніколи його не вчив. Граф де Бомон, театр «Єлисейських полів» і російські балети Дягілєва — ось три місця, в яких Саті рекомендував свого вірного «аркейця» …, і всі вони стали сходинкам до його професійного успіху.
Спочатку Соге помітили після постановки його парафразу вальсу «Троянди», на яку в театрі «Цикад» (фр. «Cigale») (у антрепризі графа де Бомона) була поставлена балетна сцена. Хореографом цього номера був Леонід Мясін, а декорації виконала Марі Лорансен. Сцена мала успіх і на молодого композитора звернули увагу. Більш ґрунтовна популярність прийшла до Соге після прем'єри його опери-буф «Плюмаж полковника» на власне лібрето (іноді перекладають як «Султан полковника» фр. «Le plumet du colonel»), що відбулася того ж 1924 року на сцені театру «Єлисейських полів».
Але справжній успіх випав на долю його балету «Кішка» (фр. «La Chatte») на лібрето Бориса Кохно, поставленого Дягілєвим 30 квітня 1927 року в театрі Монте-Карло і через місяць — в Парижі з хореографією Баланчина і вражаючими конструктивістськими декораціями Наума Габо. Головну партію в балеті танцювала Ольга Спесивцева, яка захопила всіх незвичайною пластичністю і грацією створеного нею загадкового образу жінки-кішки. Навіть найвідоміші і вимогливі критики відзначали «… мелодійність і простодушну принадність музики Соге» (П'єр Лало), «… вмілу оркестровку, простоту і наївну грацію партитури» (Анрі Малерб). Так Соге визнали балетним композитором, хоча часом докоряли йому за «… зайву, в дусі Саті, простоту і оголеність музичної тканини» (Луї Лалу).
|                                                       | Олександра Данилова в розмові зі мною згадувала про ставлення Баланчина до Спесивцевої з відтінком легких ревнощів: «Жорж її обожнював. Спесивцева була богиня: дивовижна фігура, дивні ніжки. Але — з дивацтвами … У Дягілєва Жорж зробив для неї „Ля Шатт“. Там була досить проста (не те що в Стравінського!) музика Анрі Соге, але Спесивцева була дуже вже немузичною. Їй навіть цю простеньку музику треба було за лаштунками відраховувати, потім випихати її на сцену і молитися, щоб вона потрапила в такт.» |
| — Соломон Волков, «Історія культури Санкт-Петербурга» | |

Загалом, дріб'язковий за змістом, але надзвичайно витончено поставлений, з мелодійною і відносно простою музикою, балет «Кішка» пройшов у виконанні трупи Російського балету понад двісті разів і по суті зробив Анрі Соге гучне ім'я в артистичних колах Парижа. З цього часу Соге міцно увійшов в історію нової музики Франції.

## Біографія Анрі Соге після 1927 року
Після успіху балету «Кішка» Соге став модним композитором, замовлення на театральні вистави посипалися одне за іншим. За 1928—1933 роки Анрі Соге пише ще три балети: «Давид», «Ніч» і «Свята». Одночасно він працює над операми «Контрабас» (за оповіданням Чехова) і «Пармський монастир» (за романом Стендаля). Вокальні твори і балети, що вирізнялися витонченістю і свіжістю, остаточно зробили Анрі Соге персоною модною і бажаною в міжвоєнний паризьких салонах 1930-х років. Товариськість і люб'язність, піднесені промови і м'який гумор зробили його бажаним гостем, а його винахідливі переодягання під час балів-маскарадів увійшли в паризькі світські легенди.

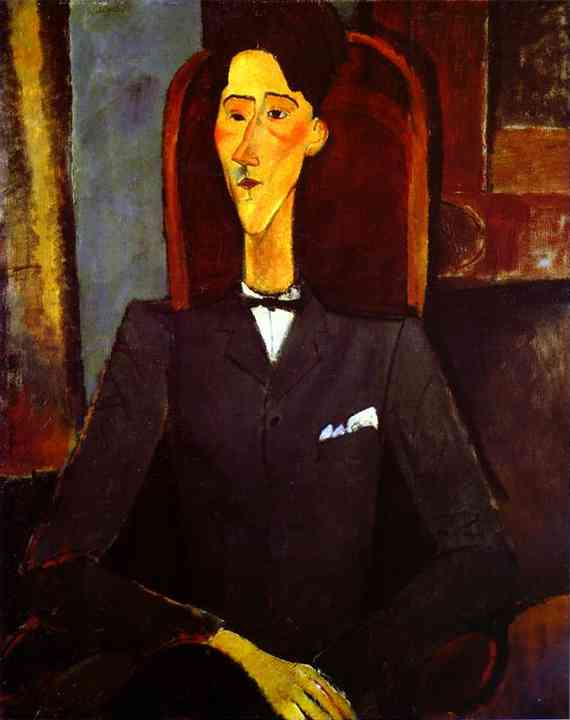
Жан Кокто, співавтор лібрето «Поля і Віржині»

Однак зі смертю Еріка Саті навіть його прямий вплив на Соге не припинився. Ще одна вельми показова історія пов'язала Саті, Соге і Кокто вже після смерті «аркейського вчителя». Лібрето комічної опери «Поль і Віржині», написане Жаном Кокто і Раймоном Радіге в 1920 році, було призначене спеціально для Еріка Саті. Проте Жан Кокто мав необережність при роботі над оперою виявитися не дуже обов'язковим і навіть декількома зарозумілими витівками кровно зачепити самолюбство Саті.
|                                                                                | Так … Я засумував за простою щирістю, (майже) перестав терпіти його кривляння, викрутаси і відсутність «прекрасної прямоти». Я сказав собі, ще одна така витівка, гидотний Півень, і ніякого «Павла з Віргінією» більше не буде. Ніколи і ніде не буде. Це навіть до речі. Коли я так вирішу — справа стане, раз і назавжди. Якщо я не напишу тобі цю оперу, худосочна дупа, то вже ніхто її тобі не напише… |
| — Аркей-Кашан, 28 жовтня 1921 (Ерік Саті, Юрій Ханон, «Спогади заднім числом») | |

Спочатку «метр» просто чекав вибачень, потім зажадав сатисфакції і, не отримавши її, надовго запам'ятав завдану образу. В результаті «Поль і Віржині» зникли без найменшого сліду. Композитор майже два роки працював над партитурою опери, але зрештою ніхто так і не побачив жодного рядка. Однак історія на цьому не скінчилася. Після смерті спочатку Раймона Радіге, а потім і Еріка Саті (у липні 1925 року) текст цього лібрето очікувала вельми загадкова доля. Жан Кокто не змирився з тим, що опера так і залишилася ненаписаною і захотів все ж побачити її на сцені. Спочатку він запропонував цю роботу Пуленку. Той охоче погодився, протримав у себе лібрето більше року, вибрав собі з нього один вірш Радіге (для якогось романсу) і передав рукопис далі — Анрі Соге. Той у свою чергу, взявши звідти ще один вірш (а саме, «Пісню моряка») віддав рукопис композитору Миколі Набокову. Але в свою чергу і Набоков, через кілька місяців роздумів, відніс лібрето художниці Валентині Гюго (з якою Саті за життя дружив), а та його, ще через рік — загубила. Подальших коментарів ця історія не вимагає.
Якщо не вважати такою що не відбулася оперу «Поль і Віржині», в середині і наприкінці тридцятих років Анрі Соге надзвичайно активно працював. Після прем'єри великої опери «Пармський монастир» 11 березня 1939 року, що стала чи не останнім довоєнним спектаклем у Парижі, у нього виникає задум нового балету «Міражі» (призначеного для балетмейстера Сержа Лифаря). Партитура була закінчена вже в 1941 році, але через війну і окупацію постановка була відкладена спочатку до 1944, а потім і до 1947 року. У русі Опору Соге не брав майже ніякої участі, хоча і належав до патріотичного об'єднання під назвою «Музична молодь Франції». Незважаючи на пригніченість, грошову скруту і злидні воєнного часу, під час окупації Анрі Соге багато працював й у творчості віднаходив для себе єдиний вихід.
|                                            | Всі воєнні роки я відчував себе винним від того, що був безсилий що-небудь змінити |
| — Елен Журдан-Моранж, «Мій друг Анрі Соге» |                                                                                    |

Одним з найбільших успіхів цих років для Соге став балет 1945 року «Ярмаркові фіглярі» (фр. «Les Forains», іноді перекладається як «Бродячі комедіанти») знову за сценарієм Бориса Кохно у постановці та за участі Ролана Петі. Прем'єра балету відбулася 2 березня 1945 року — і знову в театрі «Єлисейських полів». Вистава стала великою і навіть знаковою культурною подією для Парижа весни 1945 року. Святковий, майже цирковий, дуже цілісний і одночасно поетичний балет видався неправдоподібним ковтком свіжого повітря в обстановці ще закінченої війни. Анрі Соге присвятив свою партитуру Еріку Саті, втім, він міг би цього і не робити, настільки сильно перегукувалася й сама назва, і сюжет спектаклю з легендарним «Парадом» Саті. Правда, естетика «фігляра» була іншою: замість жорсткого і епатажного балету авторства Саті-Пікассо-Мясіна, що став першим в історії зразком сюрреалізму, Соге і Петі зробили яскравий, витончений і святковий спектакль, котрий поетизує «низький жанр» бродячого цирку. У «Ярмаркових фіглярах» також відчувається і прямий вплив «Петрушки» Стравінського. Але це — безсумнівно французький «Петрушка».
Незважаючи незіставність творчої та особистої індивідуальності, яка явно впадала в очі, Анрі Соге завжди самими різними способами демонстрував велику вдячність своєму вчителеві, Еріку Саті, і ніби намагався віддати йому борг, через багато років після його смерті. Своїми статтями, лекціями і численними виступами на радіо і телебаченні Анрі Соге дійсно дуже багато зробив, щоб зберегти й оживити пам'ять про те, хто залишався для нього вічно «таємничим і незрозумілим Еріком Саті». Кілька разів Соге найбільш вражаючим чином виконував головну роль в різних постановках п'єси «Пастка Медузи» («авторства пана Еріка Саті з музикою того ж пана»), де іноді зображав самого автора п'єси. Як вже було сказано вище, в 1945 році він присвятив Саті свій, мабуть, найбільш вдалий і відомий балет «Ярмаркові фіглярі». Ще за життя «Аркейського метра», в 1923 році Соге склав «Музичний букет для Еріка Саті» (фр. «Bouquet musical pour Erik Satie»), щось на зразок класичного «приношення» вчителю від захопленого учня. У березні 1925 року одну з перших музичних передач про Еріка Саті на паризькому радіо, котре тоді тільки но почало мовлення і називався «TSF», вів також Анрі Соге. Концерт з творів Еріка Саті, виконаних піаністкою Жанною Мортьє і співачкою Жанною Баторі починався з захопленого і вдумливого вступного слова Соге. Перебуваючи у той час при смерті в шпиталі Сен-Жак, Ерік Саті, звісно, його вже не міг чути.
Але і в особистому житті Анрі Соге до кінця своїх днів зберіг зворушливу і наївну відданість своєму вчителю. Він обожнював кішок і, постійно тримаючи їх у будинку по декілька штук, назвав двох з них «Саті» і «Сократ» (останнього — на честь найвідомішого твору Еріка Саті, симфонічної драми «Сократ»). В останні роки життя Анрі Соге любив розповідати, що йому багато разів снилося як Саті, перехилившись через край неба, питав його з раю: «Невже вони, там внизу, дурні, і правда вірять, що я помер?»
І, мабуть, головне, що зробив Анрі Соге для повернення імені свого вчителя: це під кінець 1950-х років він познайомив Джона Кейджа з фортепіанною п'єсою Еріка Саті 1883 року «Подразнення» (фр. «Vexations») і декількома крихітними партитурами «Музики меблів», рукописи яких він довгі роки дбайливо зберігав у себе, вважаючи їх, однак, містифікаціями і не розуміючи їхнього справжнього сенсу. Саме ця подія і стала відправною точкою для такого знаменитого напряму в мистецтві XX століття, як музичний мінімалізм і повернула в концертну практику майже втрачені авангардні шедеври Саті.

## Останні роки

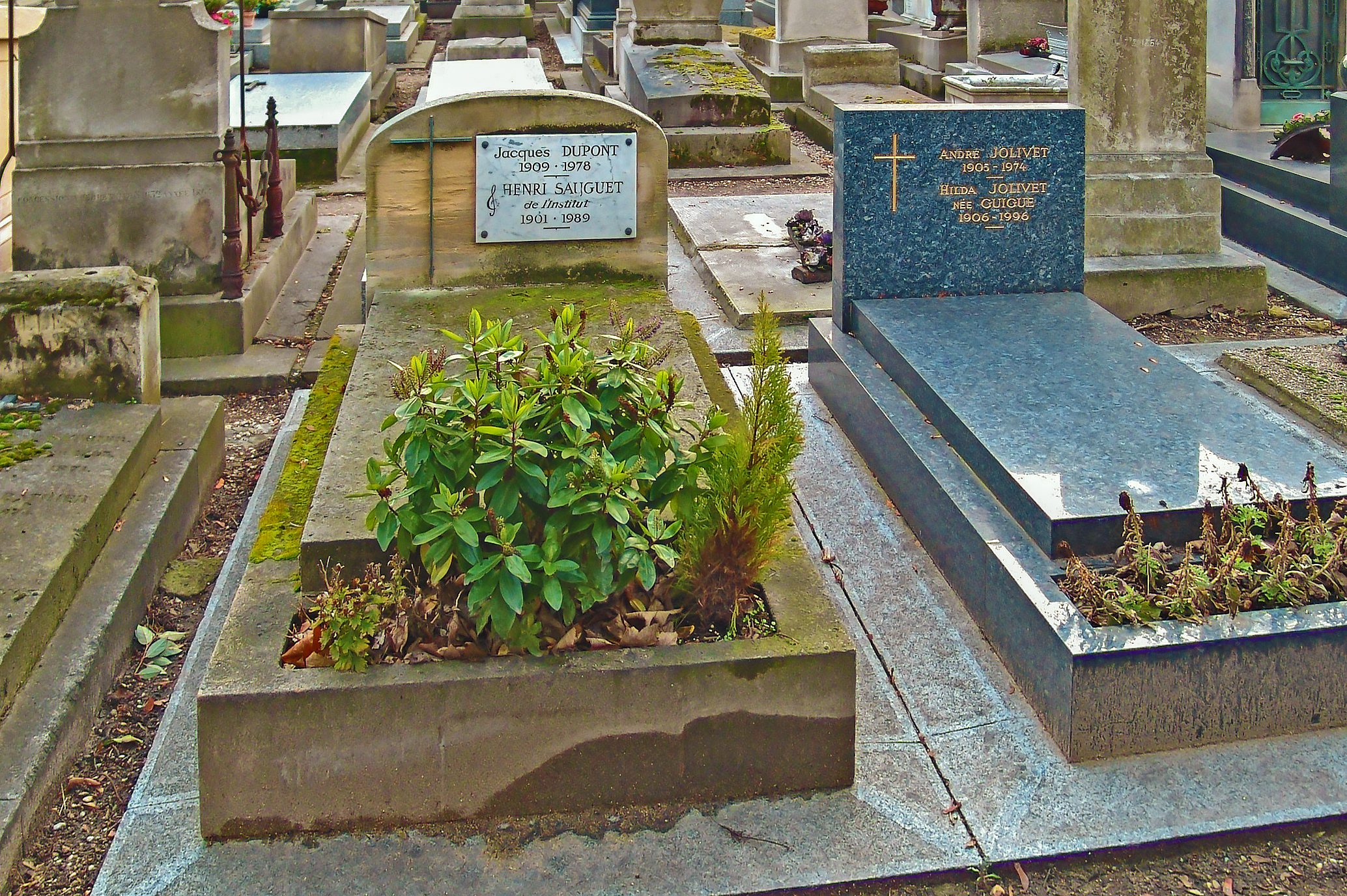
Надгробок Анрі Соге

Анрі Соге став відомим і популярним насамперед як театральний композитор. Основні і найзначніші його твори — це насамперед балети і опери. І в післявоєнні роки музичний театр залишався в центрі творчої уваги Соге, однак стилістика і навіть теми його творів стали остаточно романтичними і перемістилися в XIX століття. Він багато працював і не відмовлявся майже ні від однієї пропозиції. Серед його післявоєнних творів для музичного і драматичного театру балети «Корделія», «Дама з камеліями» (за п'єсою Олександра Дюма), «Пори року», «П'ять поверхів», опера за п'єсою Альфреда де Мюссе «Примхи Маріанни», музика до трагедії Есхіла, драм Шекспіра, комедій Мольєра і п'єс низки сучасних авторів. Також Соге є автором двох радіо-оперет («Робінзон Крузо» і «Пан Попелюшка») і музики до безлічі фільмів, найбільш відомим з яких був сатиричний «Скандал в Клошмерлі».
Вже у похилому віці Анрі Соге написав книгу спогадів «Музика, моє життя». Член Французької Академії, вищий офіцер Ордена за Заслуги і командор Ордену Почесного легіону, президент численних музичних товариств, Анрі Соге, маститий і шанований композитор, закінчив своє життя, сповнений почестей, у поважному віці 88 років і був похований на цвинтарі Монмартр в Парижі (сектор 27) поряд з могилою Андре Жоліве.

## Особисте життя
Анрі Соге був геєм. Його довготривалим партнером був Жак Дюпон, художник-декоратор, до смерті Дюпона в 1978 році.